# Майор де Монришар, Жан-Франсуа
Жан-Франсуа Майор де Монришар (фр. Jean François Mayor de Montricher, 10 апреля 1810 — 28 мая 1858) — швейцарский инженер-строитель, спроектировавший осушение озера Фучино по заказу князя Алессандро Торлонии.

## Биография
Родился в общине Люлли, расположенной в кантоне Во. Учился в парижской Политехнической школе и Школе мостов и дорог, в последствии работал во Франции. В 1841—1847 годах построил акведук Рокефавур неподалёку от Экс-ан-Прованса. За это удостоился стать кавалером ордена Почётного Легиона. По заказу князя Торлонии руководил осушением озера Фучино, предпринятым в 1854 году. После этого начал разрабатывать проект реконструкции Марселя. Его смерть в 1858 году от сыпного тифа, которым он заразился на им же осушенных землях, остановила осуществление этих планов.